# 波西纳
波西纳（義大利語：Posina），是意大利威尼托大区维琴察省的一个市镇。总面积43平方公里，人口592人，人口密度13.8人/平方公里（2009年）。国家统计（ISTAT）代码为024080。